# Gleitaar

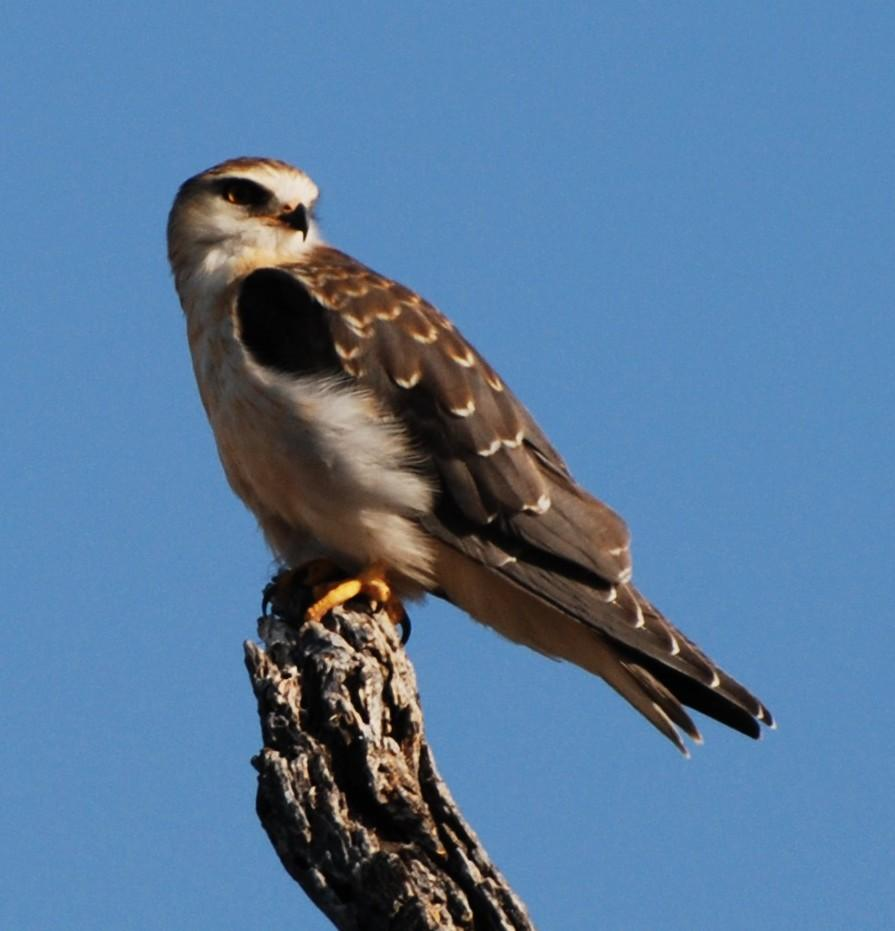
Gleitaar im Etosha-Nationalpark, Namibia

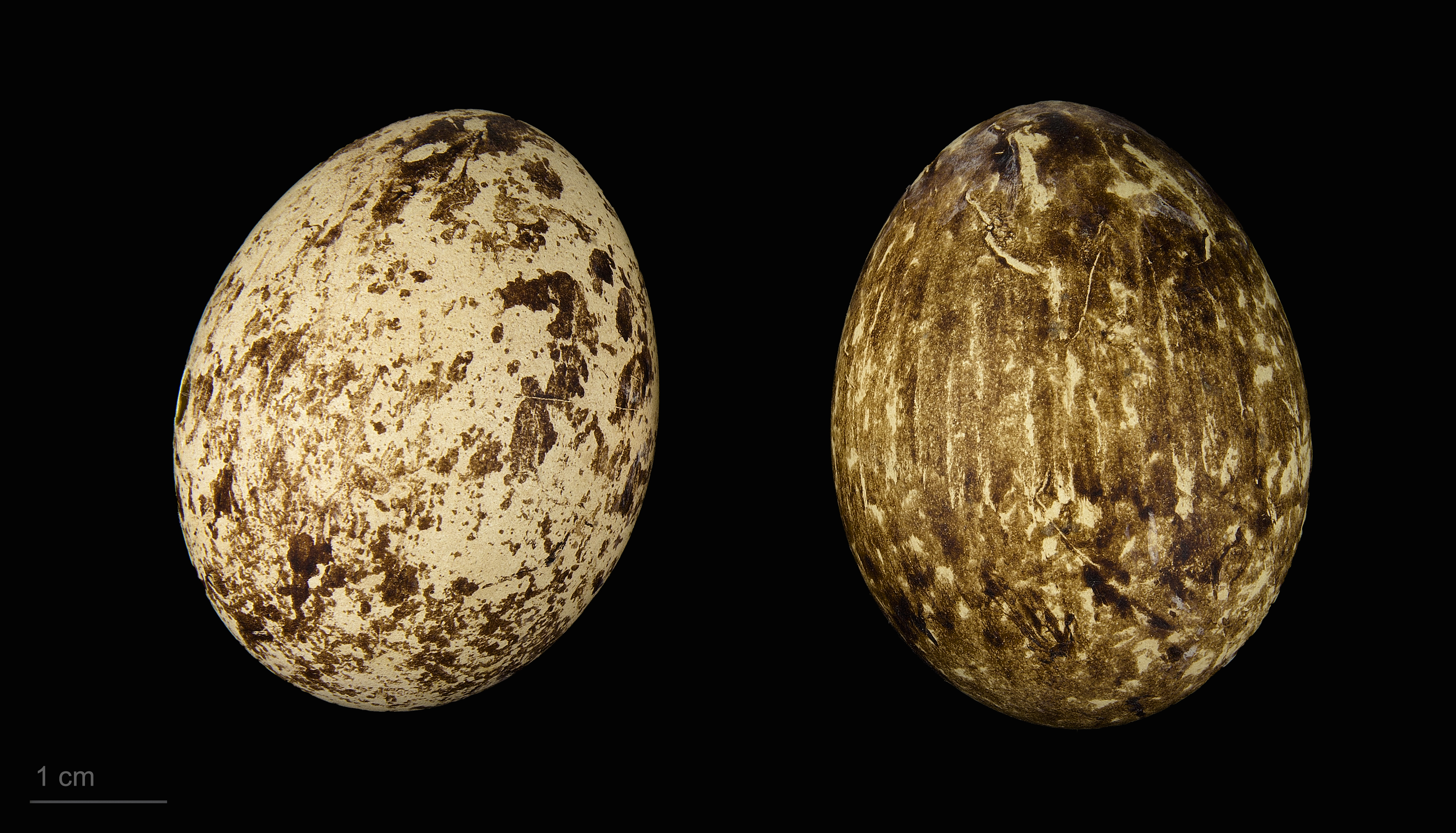
Eier des Gleitaars

Der Gleitaar (Elanus caeruleus) ist eine Vogelart aus der Familie der Habichtartigen (Accipitridae). In Mitteleuropa ist er ein sehr seltener Irrgast, der vor allem in West- und Südmitteleuropa beobachtet wird.

## Aussehen
Er erreicht eine Spannweite von 80 bis 90 Zentimetern und wird etwa 30 bis 35 Zentimeter lang. Das Gewicht beträgt zwischen 197 und 343 Gramm.
Der größte Teil des Vogels ist weiß, seine Schwingen sind hellgrau mit schwarzen Schultern. Sein Kopf ist relativ groß und der Schwanz sehr kurz. Darüber hinaus hat er leuchtend rote Augen und orange-gelbe Beine.
Der Ruderflug des Gleitaars ist von kurzen Gleitstrecken unterbrochen. Bei geeigneter Thermik schwebt er mit V-förmig gehaltenen Flügeln. Er rüttelt außerdem gegen den Wind, wobei der Flügelschlag langsamer ist als beim Turmfalken. Stoßflüge sind bei ihm selten. Typisch für diese Art ist ein stufenweises Absinken, das von Rüttelflügen unterbrochen ist. Häufig ist er auch bei der Ansitzjagd zu beobachten, wobei er besonders gerne auf hohen Warten sitzt.

## Verbreitung und Lebensraum

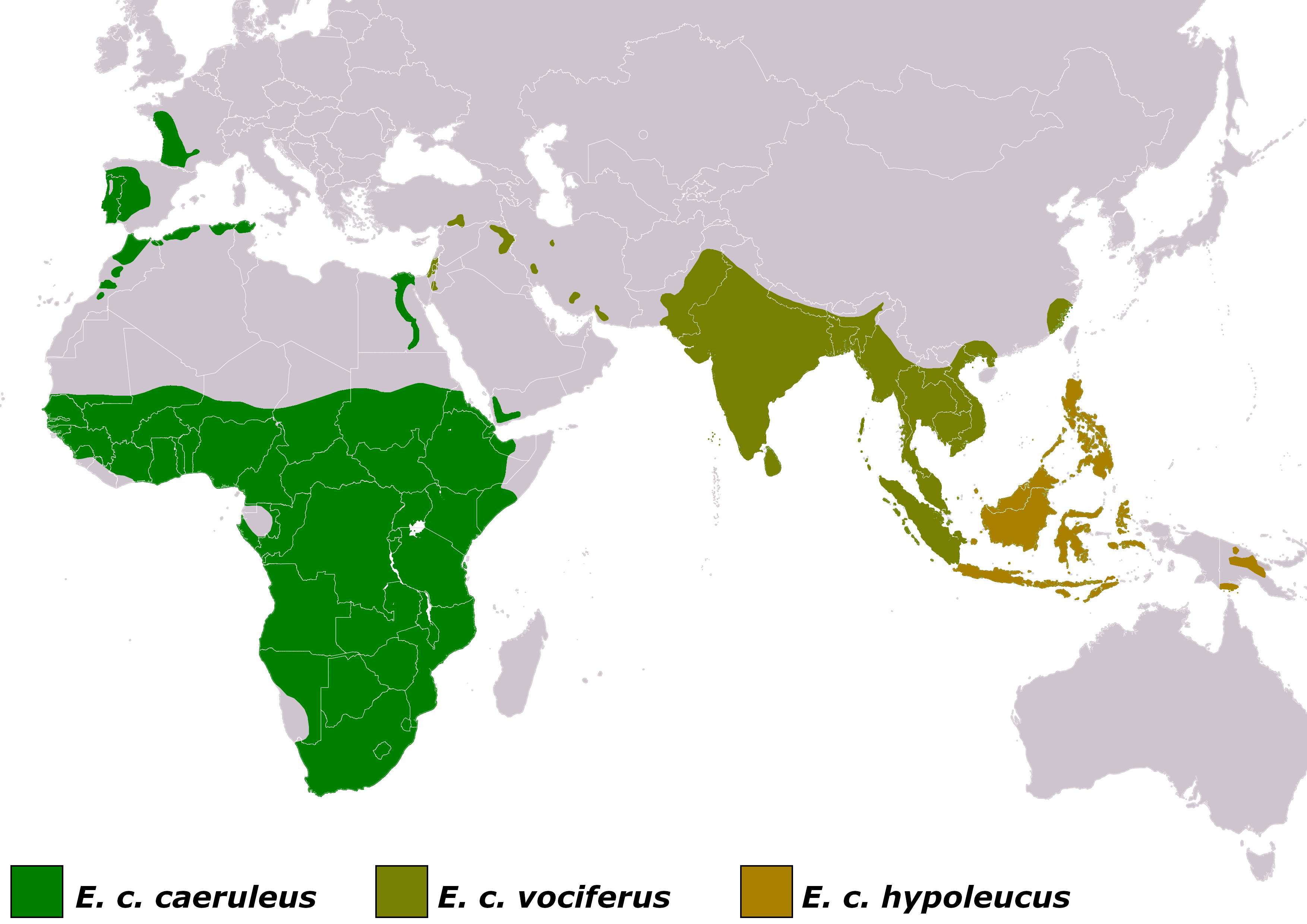
Verbreitung des Gleitaars:
Ganzjähriges Vorkommen
Überwinterungsgebiete

Der Gleitaar ist in Südeuropa in Gebieten auf der Iberischen Halbinsel (Portugal, Spanien) und in der Nähe von Soustons in Frankreich, in Nordafrika in Marokko, Algerien und Ägypten, aber auch im übrigen Afrika anzutreffen. Die Brutpopulation Europas besteht aus etwa 1000 bis 2.000 Paaren In großen Teilen Südasiens kommt die Unterart E. c. vociferus vor. Außerdem gibt es noch vier weitere Unterarten auf südasiatischen Inseln.
Im Jahr 2015 wurde ein Gleitaar im Grünen Band bei Mendhausen im Landkreis Hildburghausen in Thüringen gesichtet.
Gleitaare sind vorwiegend Standvögel, doch vereinzelt leben sie auch als Strichvögel. Sie leben in offenen Gegenden wie Steppen, Halbwüsten oder auch Kulturlandschaften mit vereinzelten Bäumen oder auch hohen Masten zum Ansitzen und Nisten.

## Ernährung
Ein Gleitaar ernährt sich von Kleinsäugern (hauptsächlich Nagetiere), verschiedenen Kleinvögeln oder den Jungtieren größerer Vögel und Reptilien (hauptsächlich Eidechsen). Vereinzelt stehen auch Insekten auf dem Speiseplan. Diese jagt er in einem langsamen Suchflug mit gelegentlichem Rütteln oder in der Ansitzjagd.

## Fortpflanzung
Zur Fortpflanzung werden in Arbeitsteilung (das Männchen bringt Material ein, das Weibchen verbaut es) Nester auf Bäumen gebaut. Das Gelege besteht dann in der Regel aus drei oder vier Eiern, vereinzelt sind es aber auch nur zwei oder bis zu sechs Eier.